# Xibe
Xibe lub Sibo (ᠰᡞᠪᡝ Sibe; chiń. upr. 锡伯; chiń. trad. 錫伯; pinyin Xībó) – grupa etniczna pochodzenia tunguskiego, zamieszkująca głównie północno-wschodnie Chiny i region Sinciang. Jest jedną z 55 mniejszości narodowych oficjalnie uznawanych przez władze Chińskiej Republiki Ludowej.

## Historia
Xibe zamieszkali pierwotnie doliny rzek Nen i Sungari w środkowej Mandżurii. Lud znany jest jako jeden z dziewięciu, które zostały pokonane przez Nurhaczego w bitwie pod Gure, w 1593 roku. Znajdowali się pod luźnym panowaniem Mongołów Chorczin (Chorczyn), nawet wtedy kiedy ci przeszli pod władanie mandżurskiej dynastii Qing.
Xibe zaczęli nawiązywać bezpośredni kontakt z Qingami i udzielali im wsparcia logistycznego w czasie kampanii wojskowych przeciwko Rosji. W 1692 roku Mongołowie Chorczin przekazali swoją władzę nad ludami Xibe, Gūwalca oraz Dagurami cesarzowi Kangxi, w zamian za srebro. Xibe zostali wcieleni do Ośmiu Chorągwi i stacjonowali w Qiqiharze, a także kilku innych miastach Mandżurii.
Po podbiciu wschodniego Turkiestanu w 1764 roku cesarz Qianlong wysłał tam część Xibe w celu obrony nowej granicy. Założyli oni nowe osiedla na południe od rzeki Ili.

## Kultura
Tradycyjny strój Xibe był podobny do tradycyjnego ubioru Mandżurów. Obecnie tradycyjne stroje noszone są wyłącznie przez osoby starsze podczas świąt i festiwali.
Xibe tradycyjnie praktykowali szamanizm oraz buddyzm tybetański – religie praktykowane też przez otaczające ich ludy mongolskie.
Tradycyjnie, Xibe podzieleni byli na hala, czyli klany składające się z ludzi mających takie same nazwiska. Aż do czasów współczesnych w domach Xibe żyły nawet trzy pokolenia mieszkańców, ponieważ wierzono, że dopóki ojciec żyje, żaden syn nie może opuścić rodziny i domu.

## Język
Głównym językiem Xibe mieszkających w północno-wschodnich Chinach jest język chiński. Potomkowie mandżurskich żołnierzy dynastii Qing w Sinciangu zachowali swój język, który jest dialektem mandżurskiego. W przeciwieństwie do języka mandżurskiego, język xibe ma osiem, a nie sześć samogłosek, ponadto język xibe różni się morfologią i złożoną harmonią samogłosek. Słownictwo języka xibe, pomimo wielu chińskich zapożyczeń, nie zostało tak zmienione pod wpływem języka chińskiego, jak słownictwo języka mandżurskiego. Do zapisu języka xibe używana się pisma xibe, które jest trochę zmienioną wersją pisma mandżurskiego.
Język xibe używany jest głównie w rejonie Qapqalu (Czabczal).